# 擂り流し

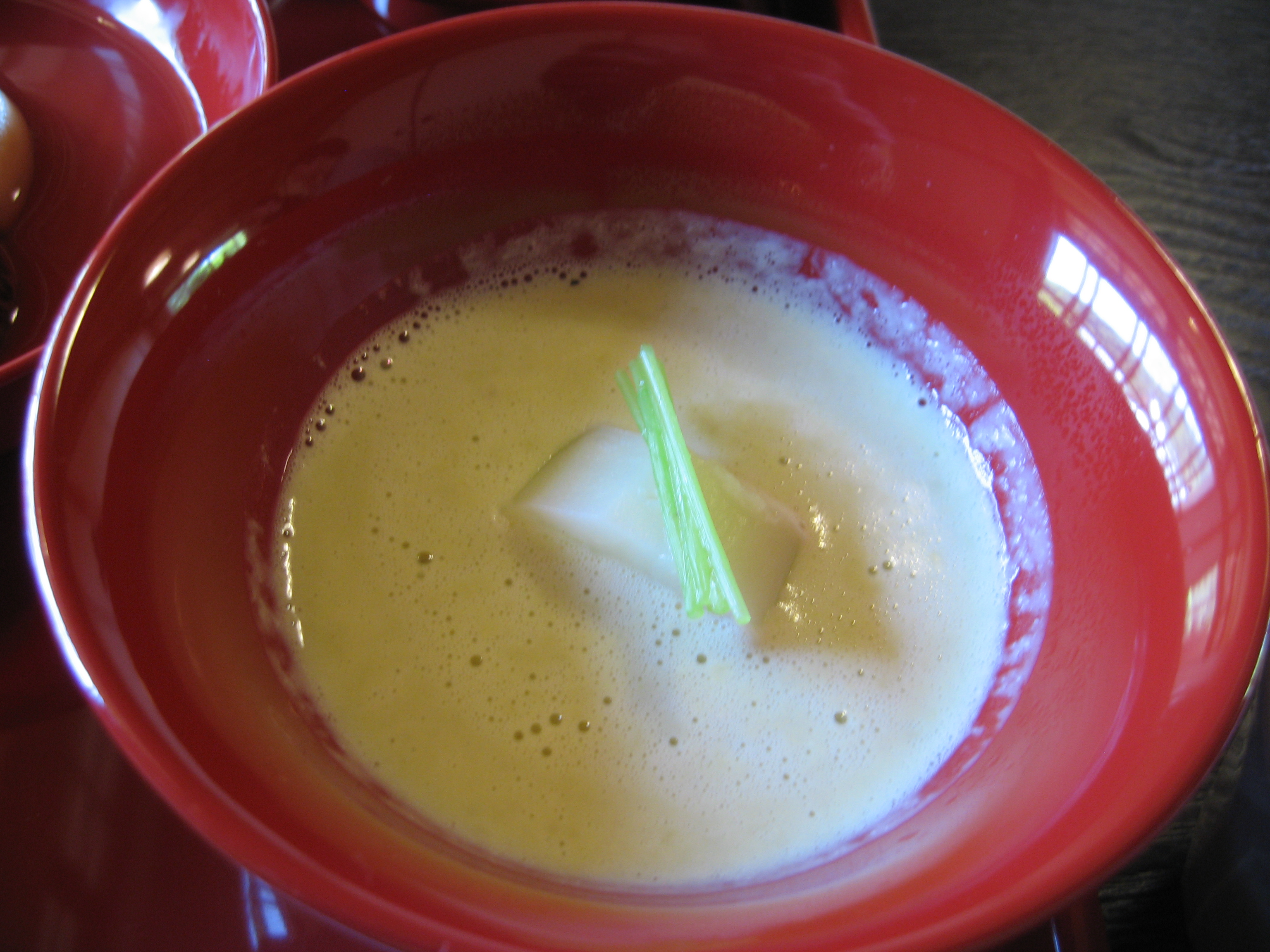
枝豆の擂り流し

擂り流し（すりながし）は日本料理で、魚介類や、枝豆や銀杏、栗や豆腐などを、よく擂り潰し、だしでのばして汁物にしたもの。擂り流し汁ともいう。